# Vernois-sur-Mance
Vernois-sur-Mance és un municipi francès situat al departament de l'Alt Saona i a la regió de Borgonya - Franc Comtat. L'any 2007 tenia 179 habitants.

## Demografia

### Població
El 2007 la població de fet de Vernois-sur-Mance era de 179 persones. Hi havia 84 famílies, de les quals 34 eren unipersonals (21 homes vivint sols i 13 dones vivint soles), 29 parelles sense fills, 17 parelles amb fills i 4 famílies monoparentals amb fills.
La població ha evolucionat segons el següent gràfic:
Habitants censats

### Habitatges
El 2007 hi havia 145 habitatges, 88 eren l'habitatge principal de la família, 45 eren segones residències i 12 estaven desocupats. 144 eren cases i 1 era un apartament. Dels 88 habitatges principals, 81 estaven ocupats pels seus propietaris, 2 estaven llogats i ocupats pels llogaters i 5 estaven cedits a títol gratuït; 2 tenien dues cambres, 7 en tenien tres, 27 en tenien quatre i 51 en tenien cinc o més. 59 habitatges disposaven pel capbaix d'una plaça de pàrquing. A 40 habitatges hi havia un automòbil i a 36 n'hi havia dos o més.

### Piràmide de població
La piràmide de població per edats i sexe el 2009 era:
| Homes | Edats   | Dones |
| ----- | ------- | ----- |
| 0     | 95 o +  | 0     |
| 0     | 90 a 94 | 4     |
| 0     | 85 a 89 | 4     |
| 4     | 80 a 84 | 0     |
| 0     | 75 a 79 | 4     |
| 12    | 70 a 74 | 12    |
| 12    | 65 a 69 | 4     |
| 0     | 60 a 64 | 0     |
| 4     | 55 a 59 | 4     |
| 8     | 50 a 54 | 4     |
| 4     | 45 a 49 | 4     |
| 16    | 40 a 44 | 0     |
| 4     | 35 a 39 | 8     |
| 4     | 30 a 34 | 4     |
| 0     | 25 a 29 | 4     |
| 0     | 20 a 24 | 4     |
| 0     | 15 a 19 | 4     |
| 4     | 10 a 14 | 0     |
| 4     | 5 a 9   | 4     |
| 4     | 0 a 4   | 4     |

## Economia
El 2007 la població en edat de treballar era de 105 persones, 69 eren actives i 36 eren inactives. De les 69 persones actives 52 estaven ocupades (34 homes i 18 dones) i 16 estaven aturades (6 homes i 10 dones). De les 36 persones inactives 13 estaven jubilades, 7 estaven estudiant i 16 estaven classificades com a «altres inactius».

### Ingressos
El 2009 a Vernois-sur-Mance hi havia 85 unitats fiscals que integraven 167 persones, la mediana anual d'ingressos fiscals per persona era de 15.722 €.

### Activitats econòmiques
Els 3 establiments que hi havia el 2007 eren d'empreses de comerç i reparació d'automòbils.
L'únic servei als particulars que hi havia el 2009 era un taller de reparació d'automòbils i de material agrícola.
L'únic establiment comercial que hi havia el 2009 era una botiga de menys de 120 m².
L'any 2000 a Vernois-sur-Mance hi havia 9 explotacions agrícoles que ocupaven un total de 475 hectàrees.

## Poblacions més properes
El següent diagrama mostra les poblacions més properes.